# Epeolus erigeronis
Epeolus erigeronis là một loài Hymenoptera trong họ Apidae. Loài này được Mitchell mô tả khoa học năm 1962.

## Hình ảnh

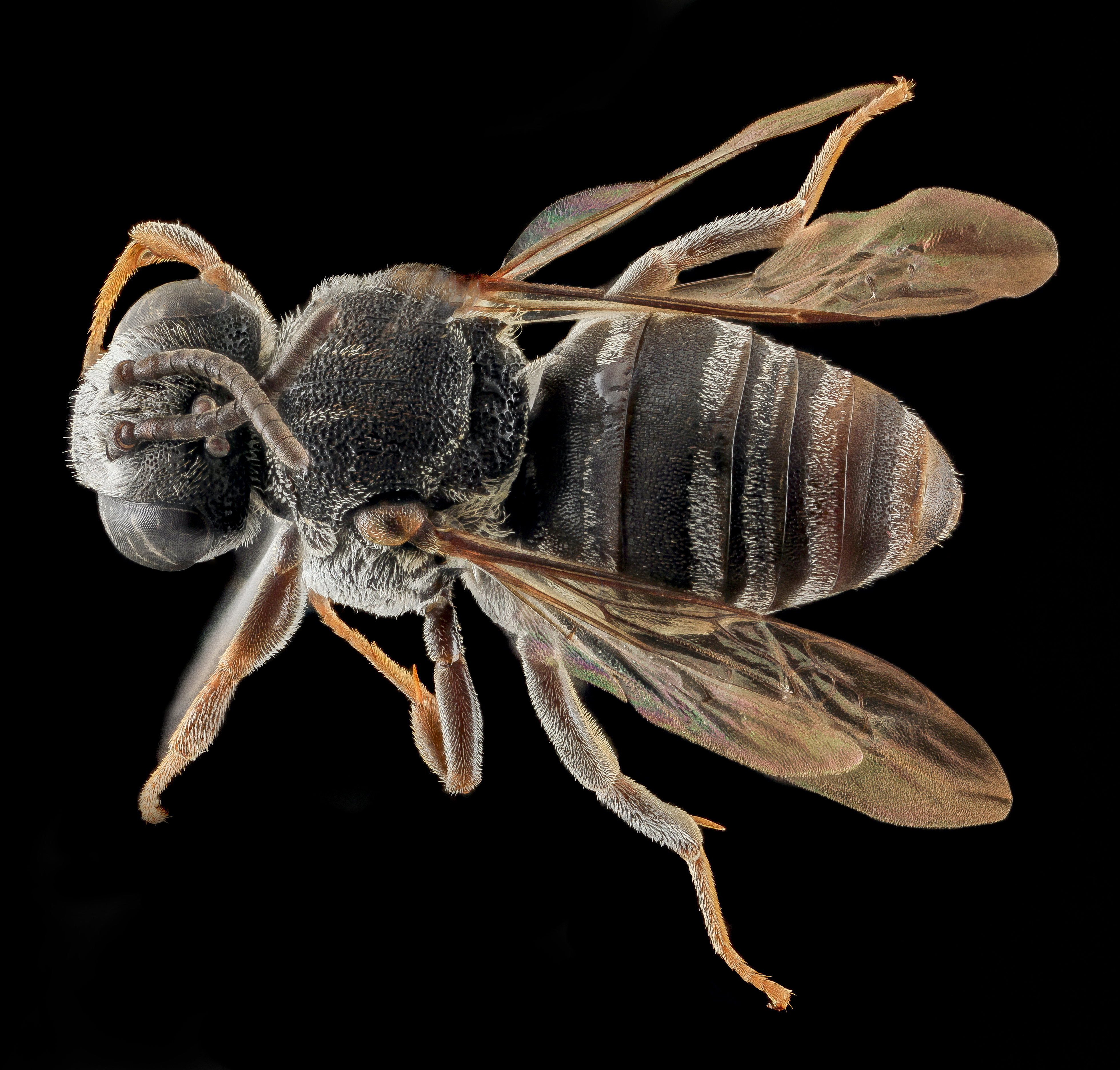
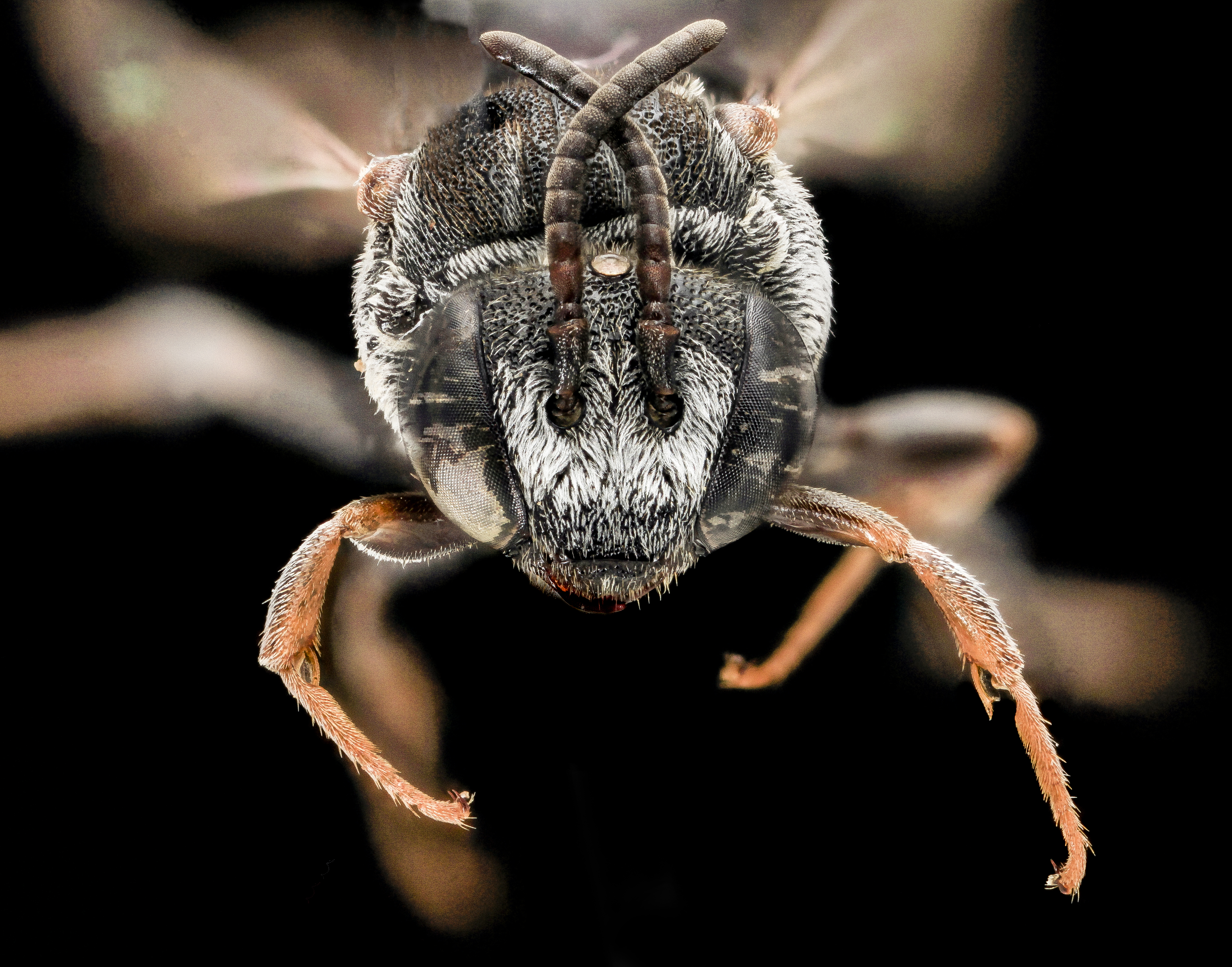